# Stephan Bothe

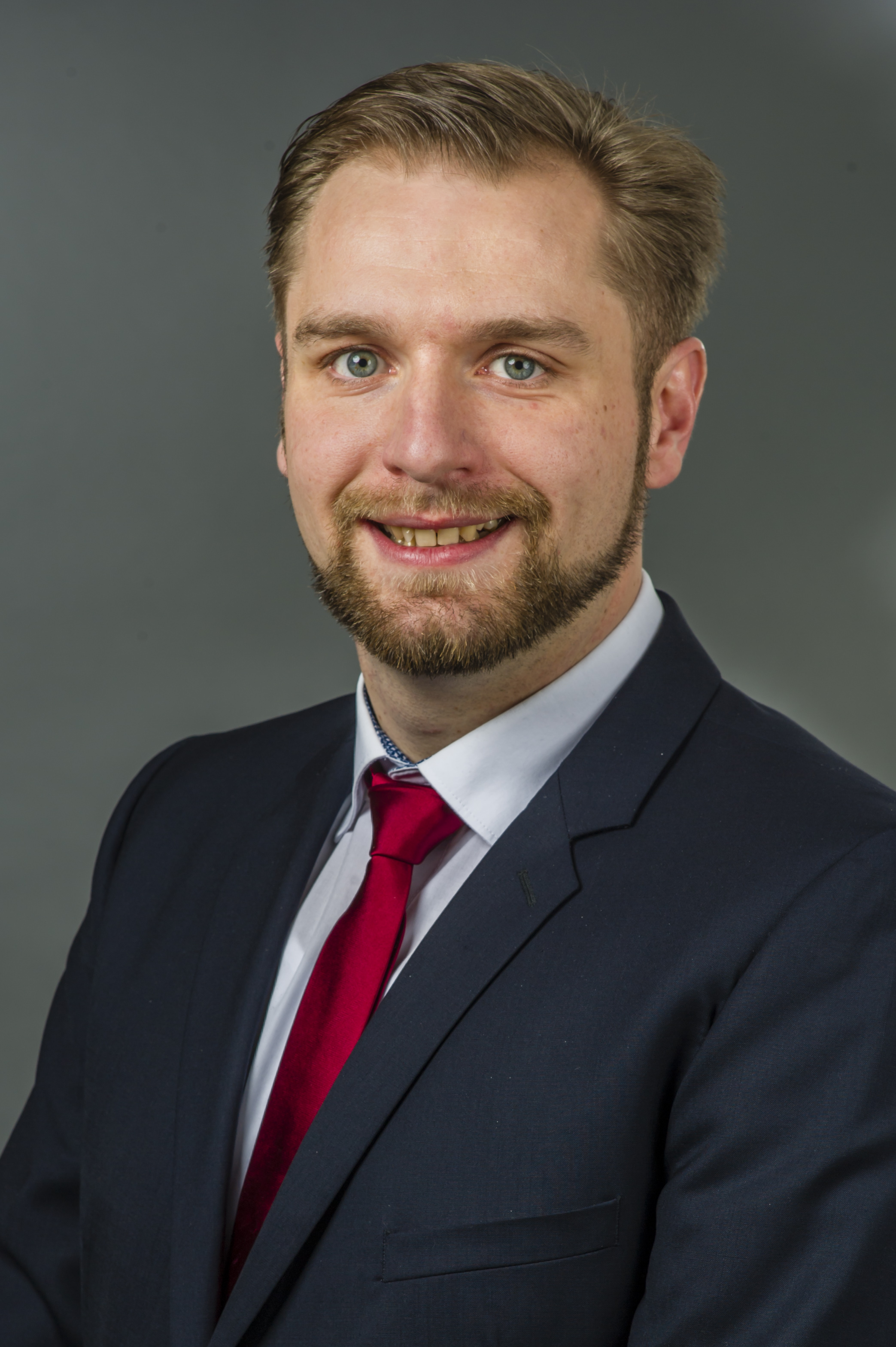
Stephan Bothe, 2018

Stephan Bothe (* 1984 in Munster) ist ein deutscher Politiker der Alternative für Deutschland (AfD). Er ist seit November 2017 Mitglied des Niedersächsischen Landtages. Er ist stellvertretender Landesvorsitzender der AfD Niedersachsen.

## Privatleben
Stephan Bothe wurde in Munster als Sohn eines Bundeswehrunteroffiziers geboren.
Nach einer abgeschlossenen Lehre als Tischler und dem darauf folgenden Zivildienst absolvierte Stephan Bothe eine Ausbildung zum Altenpfleger. Er ist als Pflegefachkraft im Maßregelvollzug tätig. Bothe ist römisch-katholisch, verheiratet und hat zwei Kinder.

## Politische Laufbahn
Von 2006 bis 2009 war Bothe Mitglied in der Christlich Demokratischen Union Deutschlands (CDU). 2013 trat Bothe in die AfD ein. Am 15. Oktober 2017 gelang Bothe der Einzug als Abgeordneter in den Landtag Niedersachsen für die AfD. Seine Partei hatte ihn auf Platz 2 der Landesliste; er kandidierte im Wahlkreis 49 in Lüneburg.
Seit 2016 ist er Vorsitzender des AfD-Kreisverbandes Lüneburg. Seit 2020 stellvertretender Vorsitzender der AfD Niedersachsen. Bothe ist Innenpolitischer Sprecher der AfD-Landtagsfraktion und Mitglied des Ausschusses für Inneres und Sport. Aufgrund vorausgegangener parteiinterner Konflikte war er von September 2020 bis zum Ende der Legislaturperiode im November 2022 fraktionsloses Mitglied des Landtags.
Bei der Landtagswahl in Niedersachsen 2022 zog Bothe erneut über die Landesliste der AfD in den Landtag ein.

## Kontroversen
Die Staatsanwaltschaft in Lüneburg ermittelte 2019 gegen Bothe wegen des Verdachts, Kennzeichen verfassungswidriger Organisationen öffentlich verwendet zu haben. Ihm wurde vorgeworfen, dafür verantwortlich zu sein, dass der so genannte Abschiebär auf einem Twitter-Konto des AfD-Kreisverbandes Lüneburg zu sehen war. Der „Abschiebär“ ist eine Figur aus Propagandavideos der seit 2012 verbotenen rechtsextremistischen Gruppierung „Besseres Hannover“.
Im selben Jahr wurden die Ermittlungen gegen Bothe eingestellt.
Im Jahr 2021 wurde Stephan Bothe vorgeworfen, den rechtsextremen „Flügel“ der AfD wiederbeleben zu wollen. Der AfD-Bundesvorstand beantragte daraufhin ein Parteiausschlussverfahren gegen ihn; Bothe selbst nannte die Vorwürfe haltlos. Bothe hat an einem AfD-Treffen im Februar teilgenommen, in der ein geheimer Wiederaufbau von Flügelstrukturen an den Kreisverbänden vorbei besprochen worden sein soll.
Bothe stellte das aufgenommene Tondokument als Beweismittel in Frage.
2021 wurde die von der Partei verhängte Ämtersperre Bothes aus formalen Gründen wieder aufgehoben. Ein Parteiausschlussverfahren gegen Bothe scheiterte.
2024 erregte Bothe deutschlandweit Aufsehen, indem er die Offenlegung der Vornamen der an Übergriffen auf Einsatzkräfte in der Silvesternacht 2022/2023 beteiligten Personen deutscher Nationalität verlangte, um deren vermeintliche Migrationsgeschichte aufzudecken. Der Niedersächsische Staatsgerichtshof lehnte jedoch die Klage Bothes ab mit der Begründung, eine entsprechende Auskunft könnte schutzwürdige Interessen Dritter verletzen.